# Accoules
Koordinaten: 43° 17′ 52″ N, 5° 22′ 2″ O
Accoules ist ein Viertel in der Altstadt von Marseille. Es befindet sich nördlich des Alten Hafens im 2. Arrondissement und grenzt ans Stadtviertel Panier. In dem Viertel befindet sich die Notre-Dame-des-Accoules und befand sich bis 1862 das ehemalige Gebäude der Marseiller Sternwarte, die in dem Jesuitenhaus Sainte-Croix in der rue Montée des Accoules untergebracht war.